# Mosier
Mosier es una ciudad ubicada en el condado de Wasco en el estado estadounidense de Oregón. En el año 2010 tenía una población de 460 habitantes y una densidad poblacional de 344 personas por km².

## Geografía
Mosier se encuentra ubicada en las coordenadas 45°41′01″N 121°23′47″O / 45.68361, -121.39639.

## Demografía
Según la Oficina del Censo en 2000 los ingresos medios por hogar en la localidad eran de $39,028 y los ingresos medios por familia eran $46,094. Los hombres tenían unos ingresos medios de $30,521 frente a los $19,000 para las mujeres. La renta per cápita para la localidad era de $14,560. Alrededor del 5.3% de la población estaban por debajo del umbral de pobreza.

## Localidades adyacentes
Diagrama de las localidades a un radio de 16 km a la redonda de Long Neck. 